# エピダウロス
エピダウロス（古代ギリシャ語: Ἐπίδαυρος, ラテン文字転写: Epídauros） あるいは エピダヴロス（現代ギリシャ語: Επίδαυρος / Epídavros）は、ギリシャ・ペロポネソス半島東部に位置する古代ギリシアの港湾都市。現在はペロポネソス地方に属する基礎自治体（ディモス）のひとつである。
エピダウロスは、ギリシア神話の名医アスクレピオスゆかりの聖地とされる。アスクレピオスを祀った聖域の遺跡には、古代の劇場が美しい形で残っていることで知られ、「エピダウロスの考古遺跡」として世界遺産に登録されている。この遺跡を単に「エピダウロス」と呼ぶこともあるが、遺跡は港町エピダウロスからは8km離れた郊外にある。

## 地理

### 位置・広がり
都市としてのエピダウロスはサロニコス湾に面した港町で、首都アテネの南西約65km、コリントスの東南約40km、県都ナフプリオの東約30kmに位置する。現在はパレア・エピダヴロス (el:Παλαιά Επίδαυρος Αργολίδας) （「旧エピダウロス」の意）の名で呼ばれる、1700人ほどの人口を有する。
自治体としてのエピダウロス市は、20世紀末以来2度の自治体統廃合により、沿岸部から内陸部にかけて大きな面積を持つ。2011年の統廃合では西に隣接するアスクリピイオ市と合併した。
エピダウロス遺跡（アスクレピオスの聖域）は、パレア・エピダヴロスから約8km南西に隔たった内陸部にある。2010年まではアスクリピイオ市（「アスクレピオス神殿」アスクレペイオンに由来する地名である）に属していた。じっさい、旧アスクリピイオ市の中心であったリグリオの方がパレア・エピダヴロスよりもエピダウロス遺跡に近く、遺跡はリグリオの約4km南東にある。

### 主要な集落
エピダウロス市域に含まれる1000人以上の集落は以下の通り（人口は2001年国勢調査時点）。
- リグリオ（Λυγουριό : アスクリピイオ地区） - 2,678人
- パレア・エピダヴロス（Παλαιά Επίδαυρος : エピダヴロス地区） - 1,733人
- ネア・エピダヴロス（Νέα Επίδαυρος : エピダヴロス地区） - 1,127人

市域最大の集落はリグリオで、エピダウロス市の政庁もここに置かれている。パレア・エピダヴロスからは西へ約11km、ナフプリオに向かう途上に所在する内陸の町であり、エピダウロス遺跡にも近い。ネア・エピダヴロス（「新エピダウロス」の意）はパレア・エピダヴロスの北方約5.5kmに位置する海沿いの町で、「第一回国民会議」（1821年）開催の地となり、近代ギリシャ史上重要な役割を果たした。
- リグリオの古い教会
- ネア・エピダヴロス
- エピダウロス遺跡の神殿

## 歴史

### 古代・中世

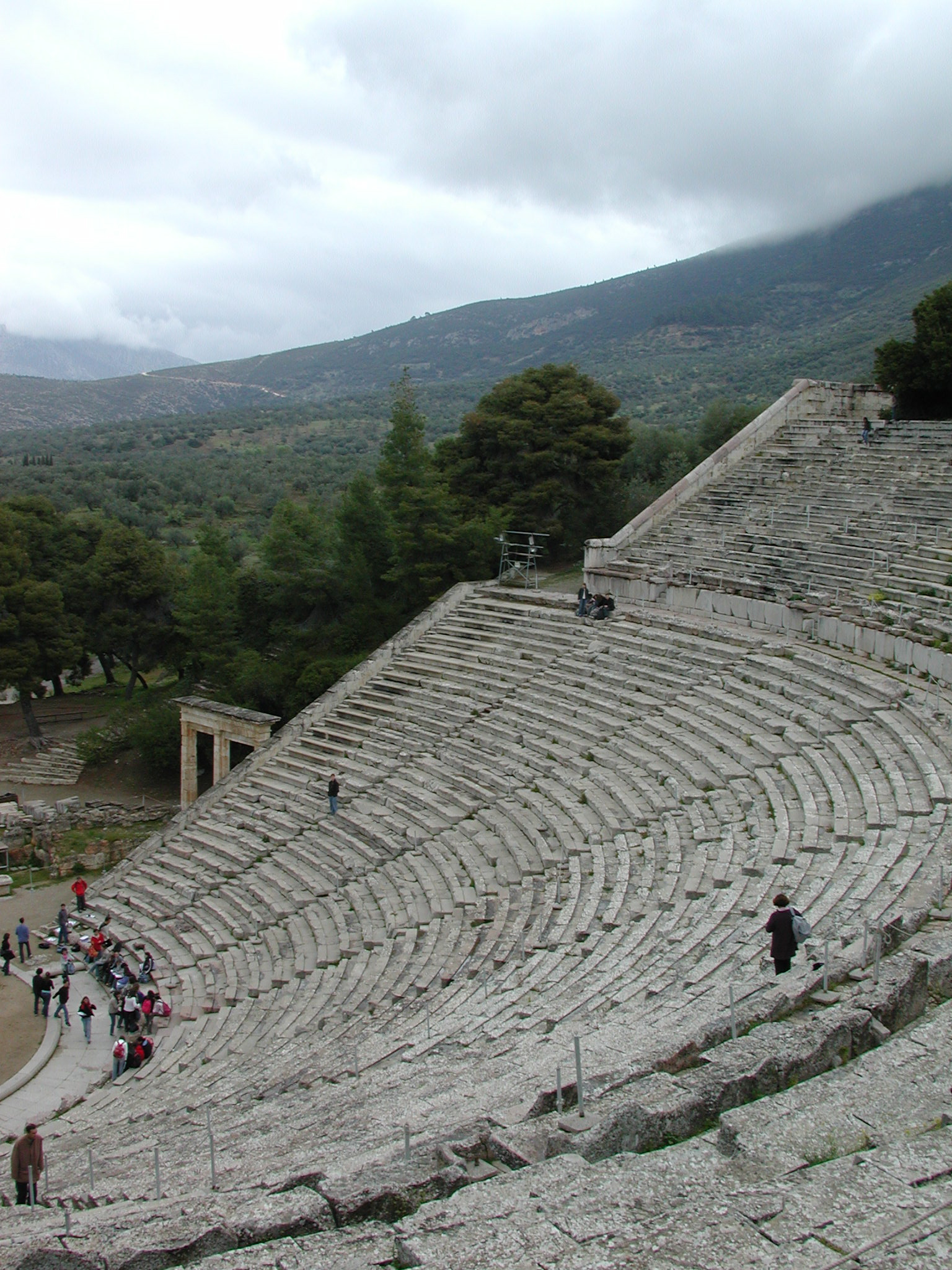
劇場

古代ギリシアの時代、エピダウロスは独立の都市国家であり、エピダウロスの周辺地域はエピダウリア（Epidauria）と呼ばれていた。アルゴス（アルゴリス）に属するのは古代ローマ時代に入ってからである。
伝承によれば、アポロの息子で名医のアスクレピオスが生まれた場所であるとされる。もともとこの地域ではアポロ・マレアタス (Apollo Maleatas) （アポロと英雄マレアタスが習合された神格）が崇拝されており、丘の上の神殿もアポロ・マレアタスに捧げられたものであった。ミケーネ文明の紀元前13世紀頃、ティリンスとエピダウロスを結ぶために建設されたアルカディコ橋（別名カザルマ橋。エピダウロス市域に含まれるアルカディコ (Αρκαδικό Αργολίδας) に所在）は、現在も使用されている橋としては世界最古のもののひとつとして知られる。アポロ・マレアタス信仰が衰えた紀元前6世紀頃、アスクレピオスを崇拝する人々がこの地を聖域とした。
エピダウロスのアスクレペイオン（アスクレピオスの聖域）は、古典期のギリシャ世界においてもっとも祝福された医療の中心地となり、多くの病者たちが治癒を祈って集まった。正しい治療を見つけるために、患者たちは enkoimeteria という大きな寝室で一夜を過ごした。夢の中に神があらわれ、患者が病気を治すために何をすればよいのかを告げるという。聖域の遺跡では、160部屋あるゲストハウスが見つかっている。遺跡の周辺には、治療に用いられたかもしれないいくつかの鉱泉が存在する。
アスクレペイオンはエピダウロスに繁栄をもたらし、紀元前4世紀～紀元前3世紀には、記念的建築物の建設や拡張など、野心的な建築計画が実施されている。名高い野外劇場や、儀式を行う際の宴会場、浴場、競技場などである。名声はヘレニズム時代にも続いた。
なお、古代ギリシア世界にはエピダウロスの名を持つ町がほかに二つあった。一つはダルマチアのエピダウロス、他の一つはラコニアのエピダウロス・リメラ (el:Επίδαυρος Λιμηρά) である。
紀元前87年、ローマの将軍スッラによって聖域は略奪された。紀元前67年には海賊が略奪を行った。紀元後2世紀頃にはローマ帝国のもとで繁栄を取り戻したが、395年にはゴート人たちによって襲撃を受けた。
キリスト教が導入されると、ギリシアの神々への信仰は衰退し、あるいは禁止され、デルポイの神託も行われなくなった。しかしエピダウロスは「癒しの聖域」として5世紀半ばまでキリスト教徒によってあがめられていた。

### 近現代

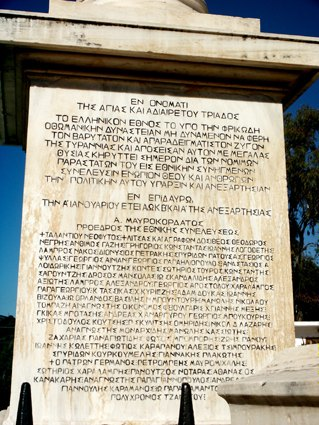
ネア・エピダウロスにある第一回国民会議の記念碑

ギリシア独立戦争中の1821年12月から翌年1月にかけて、ネア・エピダウロス（当時の名称はピアダ）において第一回国民会議 (First National Assembly at Epidaurus) が開催された。当時、ペロポネソス・中央ギリシャで組織されていた3つの独立派臨時政府の指導者たちが集まったこの会議では、オスマン帝国からのギリシアの独立が宣言されるとともに、暫定憲法 (Greek Constitution of 1822) が採択された（ギリシャ第一共和政参照）。

## 行政区画

### 自治体（ディモス）
エピダヴロス市（Δήμος Επιδαύρου）は、ペロポネソス地方アルゴリダ県に属する基礎自治体（ディモス）である。
2010年に行われた地方制度改革（カリクラティス改革）にともない、2011年1月1日付で旧エピダヴロス市と旧アスクリピイオ市が合併し、新たな自治体としてエピダヴロス市が発足した。旧自治体は新自治体を構成する行政区（ディモティキ・エノティタ）として位置づけられた。
下表の番号は、下に掲げた「旧自治体」地図の番号に相当する。下表の「旧自治体名」欄は、ディモス（市）の名を示す。
|   | 旧自治体       | 綴り       | 政庁所在地    | 面積 Km² | 人口  |
| - | -------------- | ---------- | ------------- | -------- | ----- |
| 4 | アスクリピイオ | Ασκληπιείο | リグリオ (el) | 179.3    | 4,840 |
| 5 | エピダヴロス   | Επίδαυρος  | エピダヴロス  | -        | 4,471 |

- アルゴリダ県の旧自治体（1999年 - 2010年）
- 旧エピダヴロス市（1999年 - 2010年）
- エピダヴロス市（2011年から）

### 旧自治体（ディモティキ・エノティタ）
カリクラティス改革以前の旧エピダヴロス市にあたるエピダヴロス地区（Δημοτική Ενότητα Επιδαύρου）は、以下のキノティタ（都市域・村落）および都市・集落から構成される。
表中の Δ.δ. は Δημοτικό διαμέρισμα の略であり、カポディストリアス改革による統廃合（1999年1月施行）以前の旧自治体に由来する区画である。[　] 内は人口（2001年国勢調査）を示す。
| - Δ.δ. Αρχαίας Επιδαύρου アルヘア・エピダウロス [ 1,935 ] - η Παλαιά Επίδαυρος パレア・エピダウロス [ 1,733 ] - η Επάνω Επίδαυρος [ 137 ] - η Παναγία [ 53 ] - το Πανόραμα [ 12 ] - Δ.δ. Δημαίνης [ 649 ] - η Δήμαινα [ 544 ] - η Νέα Δήμαινα [ 105 ] | - Δ.δ. Νέας Επιδαύρου ネア・エピダウロス [ 1.231 ] - η Νέα Επίδαυρος ネア・エピダウロス [ 1,127 ] - τα Γαλαναίικα [ 58 ] - η Μονή Ταξιαρχών [ 46 ] - Δ.δ. Τραχειάς [ 656 ] - η Τραχειά [ 225 ] - το Βοθίκι [ 74 ] - η Εξοχή [ 46 ] - το Κολιάκι [ 215 ] - η Ματαράγκα [ 28 ] - ο Σταυρός [ 68 ] |

- Διοικητική διαίρεση νομού Αργολίδας (πρόγραμμα Καποδίστριας) - アルゴリダ県の自治体・集落一覧（1999年 - 2010年）

## 交通

### 道路
パレア・エピダウロスを中心に、主要な道路が北にネア・エピダヴロスを経てコリントスへ、西にリグリオを経てナフプリオへ結ばれている。

## 姉妹都市
- 丹波篠山市（日本・兵庫県）[3][4]
  - 1988年5月26日 旧西紀町と旧パレア・エピダウロス町が姉妹都市提携

西紀町の「健康と福祉の里」づくりに際して医神アスクレピオスをそのシンボルとし、ゆかりの地パレア・エピダウロスと提携した。

## エピダウロスの考古遺跡
エピダウロス遺跡は、ギリシア神話の名医アスクレピオスを祀る聖域の遺跡で、港町エピダウロスからは8km離れた内陸にある。現在ギリシャで最も保存状態の良い劇場跡が残っており、1988年に「エピダウロスの考古遺跡」として世界遺産に登録された。

### 劇場
エピダウロス遺跡の最も有名な建造物は古代劇場である。1万5000人の観客を収容することができる巨大さと左右対称の美しさは、2世紀ギリシャの地理学者パウサニアスを感嘆させている。
この劇場は、紀元前4世紀に小ポリュクレイトス (Polykleitos the Younger) （ポリュクレイトスの子）により設計された。座席は当初は34段であったが、ローマ時代に21段が追加されている。ギリシャの劇場建築の通例として（ローマの劇場と対照的に）、スケーネ (Skene (theatre)) の背後に広がる自然の景観は、劇場の不可分の一部となっている。
この劇場はすぐれた音響効果を持っている。舞台正面（スケーネ、あるいはプロセニアム）での朗読の声を全観客に伝えるためには音響機器による増幅は必要とせず、また明瞭に聞き取れるようになっている。
現在も夏場に劇、オペラなど公演が開かれている。

### 登録基準
この世界遺産は世界遺産登録基準のうち、以下の条件を満たし、登録された（以下の基準は世界遺産センター公表の登録基準からの翻訳、引用である）。
- (1) 人類の創造的才能を表現する傑作。
- (2) ある期間を通じてまたはある文化圏において、建築、技術、記念碑的芸術、都市計画、景観デザインの発展に関し、人類の価値の重要な交流を示すもの。
- (3) 現存するまたは消滅した文化的伝統または文明の、唯一のまたは少なくとも稀な証拠。
- (4) 人類の歴史上重要な時代を例証する建築様式、建築物群、技術の集積または景観の優れた例。
- (6) 顕著で普遍的な意義を有する出来事、現存する伝統、思想、信仰または芸術的、文学的作品と直接にまたは明白に関連するもの（この基準は他の基準と組み合わせて用いるのが望ましいと世界遺産委員会は考えている）。